# Oliver Pocher
Oliver Pocher (Hannover, 18 februari 1978) is een Duitse presentator, komiek, acteur, zanger en producent van webvideo's.

## Jeugd en opleiding
Oliver Pocher werd geboren als zoon van Gerhard (boekhouder) en Jutta Pocher (assurantiën) en groeide op bij Hannover. Zijn ouders waren Jehova's getuigen. Hij voltooide na zijn schooltijd een opleiding als assurantievertegenwoordiger bij de Signal Iduna Bauspar AG. Tijdens zijn leerperiode werkte hij tussendoor bij meerdere radiozenders en als diskjockey in discotheken in Celle en op familiefeesten. Bovendien trad hij op in de komediantengroep Holla-Bolla en bij Birte Karalus.

## Carrière
Zijn eerste tv-optreden had Pocher in oktober 1998 in de Nachmittags-Talkshow van Bärbel Schäfer. Met een ongeveer vijf minuten durend nummer probeerde hij het publiek aan het lachen te krijgen en ervan te overtuigen, dat hij het talent bezat om entertainer en komiek te worden. Ofschoon hij werd uitgefloten door het publiek, vervolgde hij zijn optreden. Daarna verklaarde hij tegenover de presentatrice, dat hij definitief grappig was en een succesvolle tv-carrière nastreefde. In september 1999 werd hij tijdens een tv-uitzending door Hans Meiser van de muziekzender VIVA uitgenodigd voor een gastpresentatie van de tv-uitzending Interaktiv en werd later voor vast aangesteld. Hij presenteerde daar de programma’s Chart Surfer, Trash Top 100, Was geht ab, Planet VIVA en ten slotte in 2002 zijn eigen programma Alles Pocher, … oder was?. Vanaf mei 2002 speelde hij bovendien Fred in de ARD-tv-serie Sternenfanger.
Van januari 2003 tot april 2006 presenteerde hij Rent a Pocher bij ProSieben. In september 2003 stichtte Pocher samen met Brainpool de Pocher TV GmbH, die sindsdien voor zijn aanprijzing verantwoordelijk was en waarvan hij naast de Raab TV Produktions GmbH een derde van de aandelen bezat. Het bedrijf werd in 2008 ontbonden. In oktober 2005 won Pocher de muziekprijs Comet in de categorie Live-Comedy. In hetzelfde jaar werd hij in het kader van Rent a Pocher tot bondscoach van het voetbalelftal van Zanzibar benoemd. Hij coachte het team onder andere tijdens een wedstrijd tegen Duitse prominenten en in 2006 tijdens de FIFI Wild Cup. Hij was officiële WK-ambassadeur van de stad Hannover en werd in hetzelfde jaar door zijn reclamespots voor de Media Markt bij een breed publiek bekend. Hij trad bovendien op in de Quatsch Comedy Club.
Van april 2006 tot aan het begin van het Wereldkampioenschap Voetbal presenteerde Pocher het programma Pochers WM-Countdown bij ProSieben. Op 28 april verscheen zijn eerste single Schwarz und weiß, de officiële DFB-Fan-Hymne. In juni kreeg hij een rol in de verfilming van het hoorspel Hui Buh, waarin hij de jonge, onnozele geest van een liftboy uit de vroege jaren 1920 speelde. In de film Vollidiot (2007) speelde hij een hoofdrol met de figuur Simon Peters. In hetzelfde jaar wisselde hij van ProSieben naar de ARD, waar hij in oktober 2007 samen met Harald Schmidt, de gemeenschappelijke Late Night-show Schmidt & Pocher presenteerde. In december 2008 maakte de ARD de beëindiging van de gemeenschappelijke show bekend voor april 2009. In de herfst van 2009 verliet Pocher de ARD.
In februari 2009 presenteerde hij samen met Barbara Schöneberger in de evenementenhal O2 World Berlin de Echo-uitreiking 2009. Bij RTL trad hij op in een gastrol in de actieserie Alarm für Cobra 11 – Die Autobahnpolizei. Hij deed het goed bij het publiek en draaide in 2010 en 2011 twee verdere pilotfilms van de serie. Tijdens de in september 2012 uitgezonden pilotfilm werkte hij voor de laatste keer mee, omdat de door hem vertolkte seriefiguur Oliver Sturm daarin werd vermoord. In april 2009 had hij een gastoptreden in het zesde seizoen van Deutschland sucht den Superstar en zong Durch den Monsun van de band Tokio Hotel. Een maand later presenteerde hij de live-uitzending VIVA-Comet-2009-uitreiking in de König-Pilsener Arena. Zijn eerste eigen programma Sportfreunde Pocher – Alle gegen die Bayern bij Sat. 1 liep in juli 2009, waarin hij verschillende hobbyvoetballers en prominenten tot een team moest smeden, dat in juli 2009 in de Veltins-Arena tegen FC Bayern München moest aantreden.
Van oktober 2009 tot maart 2011 was hij met zijn eigen Late-Night-show wekelijks bij Sat.1 te zien. In Die Oliver Pocher Show waren reeds bekende dramaturgische elementen uit zowel Late-Night als uit Rent a Pocher. Sinds september 2009 presenteerde hij 5 gegen Jauch (RTL). Van januari 2013 tot mei 2014 trad hij bij RTL bovendien op in zijn eigen programma Alle auf den Kleinen onder de presentatie van Sonja Zietlow in een meerdere uren durende spelshow tegen een groep kandidaten in een gevecht om 100.000 euro. Vanaf augustus 2011 aanvaardde hij samen met Jessica Kastrop tweewekelijks bij de betaal-tv-zender Sky Deutschland de presentatie van het sportprogramma Samstag LIVE! en is hij sinds januari 2013 presentator van de Morningshow van de radiozender bigFM.
In juni 2013 presenteerde hij de tv-shows Mein Mann kann en Das Duell – Alle gegen den BVB (Sat.1). In september 2013 presenteerde hij samen met Cindy aus Marzahn het format Promi Big Brother en was ook met haar presentator bij de uitreiking van de Deutscher Fernsehpreis 2013 begin oktober. Sinds 2014 is hij jurylid van de castingshow Die große Chance, Die große Comedy Chance en Die große Chance der Chöre, die worden uitgezonden door de Oostenrijkse tv-zender ORF. In november 2016 nam hij deel aan de dansshow Deutschland tanzt (ProSieben) en scoorde daar een tweede plaats.

## Privéleven
Van 2002 tot 2004 was Pocher samen met Annemarie Warnkross en van 2005 tot 2009 met Monica Ivancan. Na de scheiding in 2009 ging hij kort daarop een relatie aan met Sandy Meyer-Wölden. Ze woonden samen in Keulen en kregen in februari 2010 een dochter. Op 25 september 2010 vond het huwelijk plaats. In september 2011 werd een mannelijke tweeling geboren. In april 2013 maakte het echtpaar de scheiding bekend. In november 2013 werd het bericht verspreid, dat hij met de tennisspeelster Sabine Lisicki samen was. Een maand later werd dit officieel bevestigd. In maart 2016 werd de scheiding van Pocher en Lisicki bekendgemaakt. Geruchten over een affaire met Sarah Joelle Jahnel werden door Pocher echter ontkend.

## Verdere activiteiten
In mei 2008 gaf Pocher bij Wer wird Millionär? als eerste kandidaat in het prominentenspecial met behulp van de publieksjoker voor de een-miljoen-eurovraag het juiste antwoord, nadat hij had beloofd om 100.000 euro uit zijn eigen zak te schenken bij een fout antwoord. Het gewonnen geld schonk hij aan de Per Mertesacker-stichting en de McDonald's Kinderhilfe. Voor zijn vrijwillige betrokkenheid voor kinderen kreeg hij in 2009 de Kind-Award. Pocher was bij DEL All-Star Game 2009 als co-trainer van het team Europa werkzaam en incasseerde kort na zijn eigen invalbeurt een disciplinaire straf van 10 minuten. In juli 2014 opende Pocher zijn eigen YouTube-kanaal. Momenteel heeft hij ongeveer 50.000 abonnees en nipt 7.000.000 video-aanroepen.

## Discutabele kwesties
- Nadat Pocher tijdens de uitzending van Wetten, dass..? in januari 2005 een toeschouwster een schoonheidsoperatie had aanbevolen, werd hij door haar aangeklaagd tot betaling van smartengeld ter hoogte van 25.000 euro. Ondanks een telefonische verontschuldiging, die hij tijdens een van zijn uitzendingen openlijk herhaalde, kon hij het conflict niet bijleggen. In januari 2006 werd hij door het kantongerecht in Hannover veroordeeld tot een smartengeldbetaling van 6000 euro. Pocher continueerde de openbare belediging in januari 2008 tijdens de tv-uitzending Johannes B. Kerner, omdat hij weer over het uiterlijk van de vrouw lasterde en zich over het oordeel spottend uitliet, waarna weer een aanklacht werd ingediend, wat weer resulteerde in een nieuwe betaling van smartengeld.
- In oktober 2007 werd in Schmidt & Pocher een sketch opgevoerd over een apparaat genaamd Nazometer, dat bij betwistbare woorden betreffende de Duitse geschiedenis van 1933 tot 1945 alarm diende te slaan. Schmidt en Pocher veroorloofden zich een grap door te zeggen, dat men thuis een gashaard heeft en ’s morgens een douche. Clemens Heni beoordeelde dit als secundair antisemitisme.
- In april 2008 werd Pocher tijdens de uitzending Schmidt en Pocher door Harald Schmidt ongewoon hard aangevallen voor zijn omgang met de Noorse zangeres Maria Mena. Voorafgegaan was het bezoek van de artieste Lady Bitch Ray.
- In januari 2009 parodieerde Pocher tijdens de tv-uitzending Schmidt & Pocher de door Tom Cruise gespeelde Hitler-moordenaar Claus Schenk Graf von Stauffenberg in Valkyrie en stootte daarbij op negatieve weerklank, waarop de Rundfunkrat zich in maart met het voorval bezig hield.
- In februari 2014 zorgde hij met een waarschijnlijk racistische grap ten opzichte van Kanye West en Kim Kardashian voor de nodige ophef tijdens het Weense operabal.

## Onderscheidingen
- 2004: Gouden Bravo Otto in de categorie Comedy
- 2005: Gouden Bravo Otto in de categorie Comedy
- 2005: Comet in de categorie Beste Live-Comedy
- 2005: Duitse Comedy-prijs voor Beste Comedy-Show
- 2005: Jetix Kids Award in de categorie Coolster TV-Star
- 2006: Gouden Bravo Otto in de categorie Comedy
- 2006: Radio Regenbogen Comedy Award
- 2007: Gouden Bravo Otto in de categorie Comedy
- 2008: Prijs van de Beledigde Toeschouwer
- 2009: KIND-Award van Kinderlachen

## Filmografie

### Bioscoopfilms
- 2006: 7 Zwerge – Der Wald ist nicht genug
- 2006: Hui Buh – Das Schlossgespenst (kort optreden)
- 2007: Vollidiot
- 2010: Hanni & Nanni
- 2012: Frisch gepresst
- 2015: Bruder vor Luder

### Televisiefilms
- 2013: Der Weihnachtskrieg (Sat.1)

### Televisieseries
- 2001: Sternenfänger (Das Erste)
- 2003: Was nicht passt, wird passend gemacht (ProSieben, aflevering Siegerlandstern)
- 2009–2012: Alarm für Cobra 11 – Die Autobahnpolizei RTL, 4 afleveringen)
- 2009–2012: Pastewka (Sat.1, 2 afleveringen)
- 2010: Anna und die Liebe (Sat.1, 1 aflevering)

### Televisieshows
- 1999–2002: Interactiv (VIVA)
- 1999–2000: Was geht ab? (VIVA)
- 1999–2000: Planet Viva (VIVA)
- 1999–2000: Chartsurfer (VIVA)
- 2002: Alles Pocher, … oder was? (VIVA)
- 2003–2006: Rent a Pocher (ProSieben)
- 2004–2005: Trash Top 100 (VIVA)
- 2004–2011: Schillerstraße (Sat.1)
- 2006: Pochers WM-Countdown (ProSieben)
- 2006: Pocher zu Gast in Deutschland (ProSieben)
- 2007: Gameshow-Marathon (ProSieben)
- 2007–2009: Schmidt & Pocher (Das Erste)
- 2009: Sportfreunde Pocher – Alle gegen die Bayern (Sat.1)
- seit 2009: 5 gegen Jauch (RTL)
- 2009–2011: Die Oliver Pocher Show (Sat.1)
- 2011–2013: Samstag LIVE! (Sky Deutschland)
- seit 2012: Bitburger Fantalk (Sport1)
- 2012: Die RTL Comedy Woche (RTL)
- 2013: Alle auf den Kleinen (RTL)
- 2013: Mein Mann kann (Sat.1)
- 2013: Das Duell – Alle gegen den BVB (Sat.1)
- 2014: Die große Chance Die große Comedy Chance (ORF eins)
- 2016: Deutschland tanzt (ProSieben)

### Eenmalige, niet regelmatige presentaties
- 2004–2005: Wok-WM (ProSieben)
- 2004: TV total EM-Spezial (ProSieben)
- 2005: Das TV total Championat (ProSieben)
- 2005: Bundesvision Song Contest 2005 (ProSieben)
- 2005: TV total Turmspringen (ProSieben)
- 2006: Presentatie van de Bravo Supershow (ProSieben)
- 2007: ProSieben Bundesjugendspiele (ProSieben)
- 2008–2009: VIVA Comet (VIVA)
- 2009: Echo (Das Erste)
- 2012: The Dome (RTL II)
- 2013: Promi Big Brother (Sat.1)
- 2013: Der große Sat.1 Führerschein-Test 2013 (Sat.1)
- 2013: Deutscher Fernsehpreis 2013 (Sat.1)
- 2013: Ran Fußball (Kabel eins)

### Internetoptredens
- 2015: Canon Hainblicke - met Oliver Pocher in Leipzig (van BeHaind)
- 2015: Let's Play Poker #10 (Livestream op YouTube)

### Gastoptredens
- 1999: Hans Meiser (RTL)
- sinds 2001: Quatsch Comedy Club (ProSieben)
- 2003–2010: Genial daneben – Die Comedy Arena (Sat.1)
- 2004: Domian WDR / 1 Live)
- 2005: Durch die Nacht mit … Moritz Bleibtreu und Oliver Pocher (ZDF)
- 2005: Gottschalk & Friends (ZDF)
- 2005: TV total Stock Car Crash Challenge (ProSieben)
- 2005–2008: Frei Schnauze (XXL) (RTL)
- 2008: Wer wird Millionär? (RTL)
- 2008: Menschen, Bilder, Emotionen (RTL)
- 2008: Waldis EM Studio (Das Erste)
- 2008: Stars in der Manege (Bayerischer Rundfunk)
- 2008: Wer zuletzt lacht…! (Sat.1)
- 2009: Deutschland sucht den Superstar (RTL)
- 2009: Wetten, dass..? (ZDF)
- 2010: Fun Club (RTL II)
- 2010: Granaten wie wir (ProSieben)
- 2010–2012: Cindy aus Marzahn & Die jungen Wilden (RTL)
- 2011: 3 nach 9 (Radio Bremen)
- 2011: Inas Nacht (Das Erste)
- 2012: Gottschalk Live (Das Erste)
- 2012–2013: Markus Lanz (ZDF)
- 2012: Jungen gegen Mädchen (RTL)
- 2012: VIVA Spezial presents: MTV Movie Awards (VIVA)
- 2012: Die Pyramide (ZDF/ZDFneo)
- 2012: Stern TV (RTL)
- 2012: Doppelpass LIVE (Sport1)
- 2012: Der große Comedy Adventskalender (RTL)
- 2012: Die Comedy Show des Jahres (RTL)
- 2013: Circus HalliGalli (ProSieben)
- 2013: Maybrit Illner (ZDF)
- 2012–2013: Hart aber fair (ARD)
- 2013: Günther Jauch (ARD)
- 2013: Occupy School (Kika)
- 2013: Bezaubernde Cindy (Sat.1)
- 2013: Typisch deutsch?! – Die Kaya Show (RTL)
- 2013: Tigerenten Club (Das Erste)
- 2014: Living Room (Joiz)
- 2014: Keeping Up with the Kardashians (E! Entertainment Television|E!)
- 2014: Quizonkel.TV (Das Erste)
- 2014–2015: Geht’s noch?! Kayas Woche (RTL)
- 2014: Das ist Spitze! (Das Erste)
- 2015: Jetzt wird’s schräg (Sat.1)
- 2015: Die große Revanche (Sat.1)
- 2015: Tiere wie wir (Sat.1)
- 2015: Die Lars Reichow Show (ZDF)
- 2016: Applaus und raus (ProSieben)

### Synchronisatie
- 2004: Leisure Suit Larry – Magna Cum Laude
- 2004: Harold & Kumar
- 2006: Urmel aus dem Eis
- 2008: Urmel voll in Fahrt

### Radio
- sinds 2013: Deutschland Biggste Morningshow (bigFM)